# Label 619
Label 619 est un studio de création français, créé par RUN en juillet 2008, dirigé par RUN jusqu'en 2019, puis co-dirigé par Run, Mathieu Bablet, Florent Maudoux et Guillaume Singelin. À l'origine une simple collection littéraire d'Ankama Éditions fondée en 2008, elle est transformée en un studio de création indépendant en 2019 puis rejoint Rue de Sèvres en 2021.
Le Label 619 réunit une sélection de bandes dessinées et d'ouvrages inspirés des univers contemporains, pops et modernes. Run, notamment auteur de Mutafukaz, en est le directeur artistique.

## Historique
Le Label 619 est créé par Run, et son premier ouvrage, le tome un de Debaser de Raf, paraît en 2008. Mutafukaz, le titre du fondateur du Label, n'est estampillé par le logo qu'à partir du second tirage du tome 2. Par la suite, plusieurs bandes dessinées à succès sont publiées : DoggyBags depuis 2011, dont chaque volume est réalisé par un collectif d'auteurs différents, Freaks' Squeele entre 2008 et 2015 par Florent Maudoux ou Shangri-La de Mathieu Bablet en 2017.
Run annonce sur Twitter en février 2019 que le Label 619 devient un studio de création indépendant. Il continue cependant sa collaboration avec Ankama pour l'édition et le développement vers de nouveaux médiums est annoncé.
En 2021, le Label 619 signe la fin de sa collaboration avec Ankama. Il s'associe désormais à Rue de Sèvres pour l'édition,.
Mi-avril 2023, Frontier par Guillaume Singelin sort. Ce récit de science-fiction de terriens partant en quête d'aventures face aux ressources naturelles épuisées de la Terre reçoit un accueil critique très favorable,,,, et est notamment distingué début 2024 au 51e Festival d'Angoulême par le prix Eco-Fauve.

## Titres

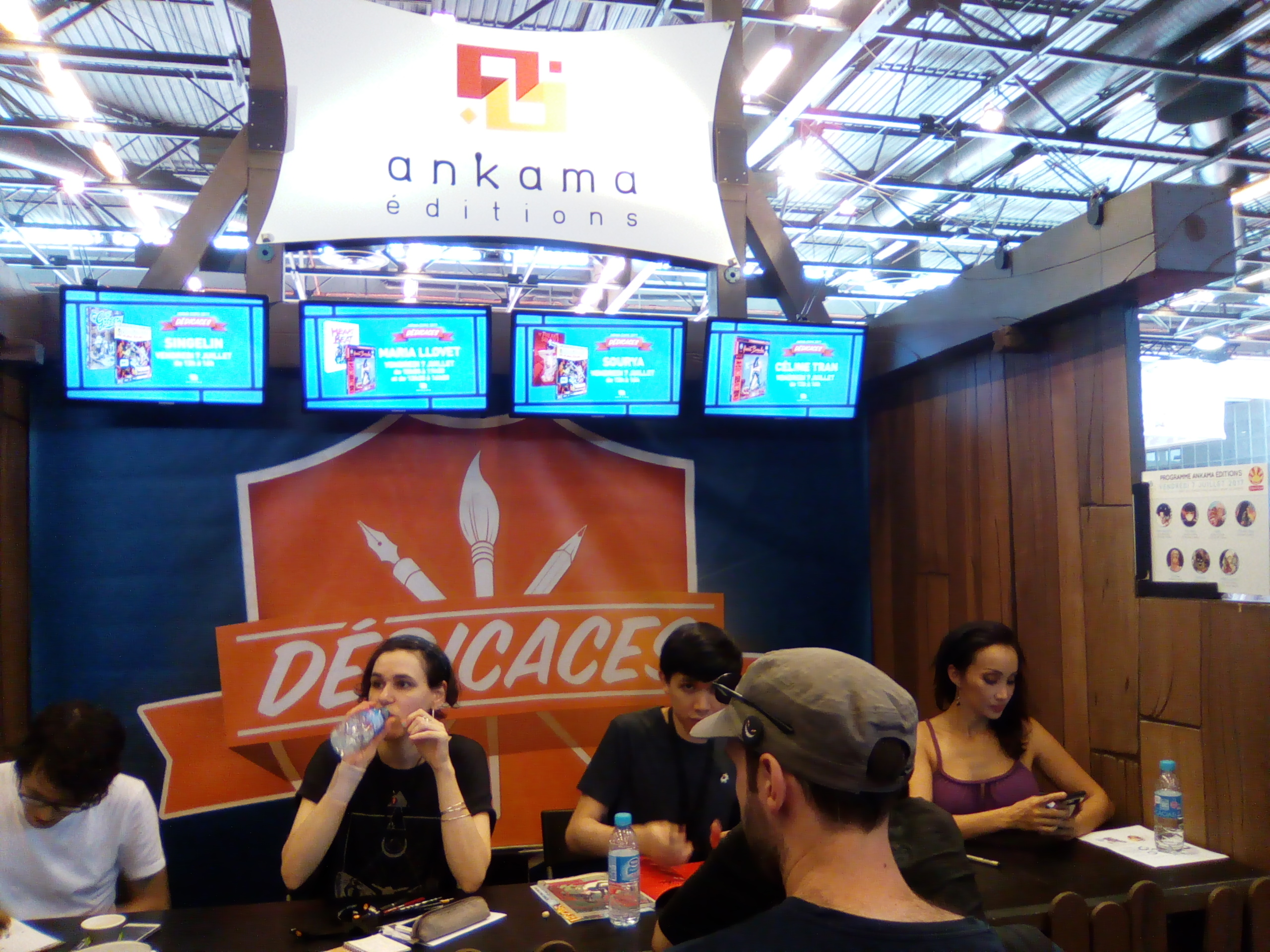
Auteurs de la collection Label 619 en dédicace sur le stand d'Ankama Éditions, à la Japan Expo 2017.

Liste des titres estampillés Label 619 :
- DoggyBags, collectif de bande dessinée dirigé par Run, 17 tomes, 3 hors-séries et 4 one-shots ;
- Debaser, Raf, bande dessinée, tomes 1 à 8 ;
- Diary of inhuman species, Stan, 416 pages, livre d'art ;
- Freaks' Squeele, Florent Maudoux, bande dessinée, 7 tomes ;
- Hey! , du duo Anne & Julien, mensuel d'art, 31 numeros ;
- Juxtapoz 1 et 2, collectif, 152 pages, livre d'art ;
- Los tigres del ring, Jimmy Pantera, 216 pages, livre d'art ;
- Métamuta, les aventures mutaphysiques d'Angelino, Jérémie Labsolu, 272 pages, bande dessinée ;
- Mutafukaz, Run, bande dessinée, 5 tomes ;
- Rockabilly zombie superstar, de Nikopek et Lou, bande dessinée, 2 tomes ;
- The Grocery, Aurélien Ducoudray et Guillaume Singelin, bande dessinée, 5 tomes[13] ensuite l'intégral est sortie;
- Tank Girl, Alan Martinet Jamie Hewlett, bande dessinée, 3 tomes et un artbook ;
- Monkey Bizness, Pozla et ElDiablo, bande dessinée, 3 tomes , ensuite l'intégral est sortie ;
- Shangri-La, Mathieu Bablet, bande dessinée ;
- Midnight Tales, série dirigée par Mathieu Bablet ;
- P.T.S.D, Guillaume Singelin, roman graphique ;
- Loba loca, Guillaume Singelin et Run, 2021[14] ;
- Carbone et Silicium, Mathieu Bablet, bande dessinée
- Hoka Hey !, Neyef, octobre 2022 ;
- Frontier, Guillaume Singelin, 12 avril 2023
- Shin Zero, Mathieu Bablet (scénario), Guillaume Singelin (Illustrations), Ankama, 2025  (ISBN 978-2810209651)

## Prix
Prix
- Prix de la bande-annonce de bande dessinée 2016 : Shangri-La de Mathieu Bablet[15]
- Prix du jury du BDGest'Arts[16]
- Prix de la BD Fnac France Inter 2021 : Carbone et Silicium, de Mathieu Bablet
- Festival d'Angoulême 2024 : 
  - Eco-Fauve : Frontier, de Guillaume Singelin

Nominations
- Festival d'Angoulême 2017[17] :
  - Fauve d'or : Shangri-La de Mathieu Bablet
  - Sélection officielle : Shangri-La, The Grocery, tome 4, d'Aurélien Ducoudray et Guillaume Singelin
- Finaliste pour le grand prix de la critique 2021 : Carbone et Silicium, de Mathieu Bablet